# El Barro
El Barro är en ort i Mexiko.   Den ligger i kommunen Jungapeo och delstaten Michoacán de Ocampo, i den södra delen av landet, 150 km väster om huvudstaden Mexico City. El Barro ligger 1 774 meter över havet och antalet invånare är 161.
Terrängen runt El Barro är bergig. Runt El Barro är det tätbefolkat, med 257 invånare per kvadratkilometer. Närmaste större samhälle är Jungapeo de Juárez, 6,1 km öster om El Barro. I omgivningarna runt El Barro växer huvudsakligen savannskog.